# Аланія (футбольний клуб)
«Аланія» (рос. «Алания», ос. Алани) — російський футбольний клуб з міста Владикавказа. Виступає у першості ФНЛ. Заснований у 1921 році.

## Колишні назви
- «Юнітас» (1921–1923)
- КІМ (1923–1924)
- Об'єднаний робітничий клуб імені Леніна
- «Спартак» (1937–1972, 1973–1995, 2006)
- «Автомобіліст» (1972)
- «Спартак-Аланія» (1995–1996, 2003)
- «Аланія» (1996–2002, 2004–2005)

## Попередня емблема

Емблема 2008—2009 рр.

## Досягнення
- Чемпіон Росії: 1995
- Фіналіст Кубка Росії: 2010-11